# Sybrand Johannes Fockema Andreae

Sybrand Johannes Fockema Andreae

Sybrand Johannes Fockema Andreae (* 4. Juni 1844 in Beesterzwaag (Opsterland); † 17. Januar 1921 in Leiden) war ein niederländischer Rechtshistoriker.

## Leben
Sybrand Johannes war der Sohn des Notars Arnold Andreae (* 27. September 1804 in Leeuwarden; † 4. Juni 1873 in Heerenveen) und dessen Frau Geeske Fockema (* 5. Januar 1809; † 21. März 1879 in Leeuwarden). Er hatte die Dorfschule seines Geburtsorts und später das Gymnasium in Leeuwarden besucht. 1863 begann er ein Studium an der Universität Leiden, wobei Joël Emanuel Goudsmit, Rembt Tobias Hugo Pieter Liebrecht Alexander van Boneval Faure, Johan de Wal, Johannes Theodoor Buys und Simon Vissering seine prägenden Lehrer wurden. In Leiden promovierte Fockema Andreae am 16. Dezember 1868 mit der Arbeit Beschouwingen over Burenrecht (frei deutsch übersetzt: Ansichten zum Burenrecht) zum Doktor der Rechte. Nachfolgend wurde er Advokat in seinem Geburtsort, 1869 Kantonrichter in Lemmer und 1872 Kantonrichter in Hillegersberg. Am 6. Oktober 1873 war er Richter am Amtsgericht in Leiden und im Mai 1877 Richter am Amtsgericht in Amsterdam geworden.
Am 11. September 1877 wurde er zum Professor für Niederländische Rechtsgeschichte an die Universität Leiden berufen, welche Aufgabe er am 28. November 1877 mit der Rede Gronden voor de beoefening der Germaansche Rechtsgeschiedenis (frei deutsch übersetzt: Gründe für das Studium der deutschen Rechtsgeschichte) übernahm. 1886 war er Ratsmitglied in Leiden geworden und beteiligte sich in vielfältigen Aufgaben an organisatorischen Aufgaben der Stadt. Zudem nahm er Anteil an den organisatorischen Aufgaben der Leidener Hochschule. So war er 1882 Dekan der juristischen Fakultät und 1893/94 Rektor der Alma. Die letztgenannte Aufgabe legte er mit der Rede Het rechtsgeleert bedrijf in Nederland (frei deutsch übersetzt: Der rechtswissenschaftliche Begriff in den Niederlanden) am 8. Februar 1894 nieder. Am 17. August 1914 wurde er aus seiner Professur emeritiert und verabschiede sich am 21. September 1914 in den Ruhestand.
Zudem war er Mitglied einiger Gelehrtengesellschaften seiner Zeit. So wurde er am 23. April 1886 Mitglied der königlich niederländischen Akademie der Wissenschaften, war Mitglied der königlichen Akademie der Wissenschaften und schönen Künste von Belgien, Ehrenmitglied der Juristischen Gesellschaft Berlin und Mitglied der Gesellschaft für niederländische Literatur in Leiden. Auch wurde ihm 1919 die Ehrendoktorwürde der Universität Bonn verliehen und er war Ritter des Ordens vom niederländischen Löwen.
Ikonografisch ist anzumerken, dass er 1911 von Afina Goudschaal (1877–1956) auf einem Gemälde verewigt wurde. Es befindet sich in der Senatskammer der Universität Leiden.

## Familie
Fockema Andreae hatte sich am 19. Mai 1870 in Opsterland mit Elisabeth Reinardina Lunsingh Tonckens (* 10. September 1850 in Opsterland; † 10. Juni 1905 in Leiden), die Tochter des Doktors der Medizin und Bürgermeisters Joachimus Lunsingh Tonckens (* 28. März 1817 in Westervelde; † 1. April 1893 in Den Haag) und der Helena Aletta Koumans Smeding (* 2. Februar 1826 in Leeuwarden; † 4. Oktober 1910 in Den Haag), verheiratet. Während der Ehe wurden zwei Söhne und zwei Töchter geboren. Von den Kindern kennt man:
- Helena Aletta Fockema Andreae (* 25. Oktober 1871 in Lemmer; † 26. Juli 1951 in Bussum) verh. 1. Oktober 1896 in Leiden mit Dr. Albert Kluijver (1858–1938), später in Groningen
- Geeske Fockema Andreae (* 27. Juni 1873 in Hillegersberg; † 17. Januar 1972 in Zundert) verh. 29. Dezember 1896 in Leiden mit Pieter Cornelis Tobias van der Hoeven (* 28. August 1870 in Brielle; † 30. Mai 1953 in Zundert)
- Arnold Daniel Hermannus Fockema Andreae (* 1. Juli 1875 in Leiden; † 20. Juni 1960 in Arnhem) verh. 1. August 1900 in Deventer mit Fenneken Kosters  (* 23. März 1877 in Heenvliet; † 26. Mai 1956 Arnhem)
- Joachimus Pieter Fockema Andreae (* 30. Juli 1879 in Leiden; † 27. Juli 1949 in Utrecht) wurde Bürgermeister von Utrecht, königlicher Kommissar in der Provinz Groningen und Kurator der Universität Utrecht.

## Werke (Auswahl)
- Beschouwingen over Burenrecht. Leiden 1868
- Gronden voor de beoefening der Germaansche Rechtsgeschiedenis. Leiden 1877
- Overzicht van Oud-Nederl. Rechtsbronnen. Haarlem 1881
- De Stad Vollenhoven en haar recht, eene bijdrage tot de Overijsselsche rechtsgeschiedenis. Zwolle 1885
- De partijen in Nederland. 1891
- Het rechtsgeleerd bedrijf in Nederland. Leiden 1894
- Het Oud-Nederlandsch burgerlijk recht. Haarlem 1906, 2. Bde.; auch als: Bijdragen tot de Nederlandsche Rechtsgeschiedenis. Haarlem, 1888–1900, 4 Teile
- Hugo de Groot, Inleiding tot de Hollandsche Rechtsgeleerdheit, met aanteekeningen. Arnhem 1895, 1910

Eine Vielzahl von Einzelabhandlungen und spezifischen Fachaufsätzen befindet sich bei Muller.